# باول غرين
باول غرين (بالإنجليزية: Paul Green)‏ (15 أبريل 1987 ببرمنغهام في المملكة المتحدة - ) هو لاعب كرة قدم بريطاني في مركز الدفاع. لعب مع أستون فيلا وفوريست غرين ونادي هيرفورد ولينكولن سيتي أف سي ونادي تاموورث.

## وصلات خارجية
- باول غرين على موقع قاعدة بيانات كرة القدم.إي يو (الإنجليزية)
- باول غرين على موقع Soccerbase.com (لاعب) (الإنجليزية)
- باول غرين على موقع Soccerway.com (الإنجليزية)